# コンクエスタドール
『コンクエスタドール』（ポーランド語: Wiedźmin）は、2001年のポーランドのファンタジー映画。同国のファンタジー作家アンドレイ・サプコフスキの代表作「ウィッチャーシリーズ」の長編第1作『エルフの血脈』を原作とする。翌年2002年には全13話からなるTVシリーズが展開された（『ヘクサー』）。日本では、劇場公開はなく、クロックワークスからVHS/DVDのみ発売された。
原作小説の日本語版やゲームシリーズ、Netflixのテレビシリーズ『ウィッチャー』などで、主人公であるリヴィアのゲラルトの職業は「ウィッチャー」と訳語が定まっているが、本作や関連作品である『ヘクサー』では「ヘクサー」となっているなど、一般的な日本語訳のウィッチャーシリーズとは異なる人名や用語が多い。

## あらすじ
「未知への誓い」に基づき、魔物を倒す勇者「ヘクサー」となった＜白き狼＞ことリヴィアのゲラルトは、放浪の旅の道中、魔物に襲われているチントラ王国のパヴェッタ王女を救ったことをきっかけとして、女王カランテからある依頼を受ける。その依頼とは、呪いによって頭がハリネズミのように変異したイエシュなる男から、パヴェッタを護衛して欲しいというものだった。
しかし、イエシュはパヴェッタの父をかつて救った時に交わした“未知への誓い”に基づき、パヴェッタと結ばれるべきだと主張。パヴェッタもまた、イエシュを愛していた。イエシュ曰く、二人の愛が認められれば呪いは解けるとのことだが、カランテは二人の主張を無視し、諸侯から新たに婚約者を募るための晩餐会を開催。ここにイエシュが乱入し、さらにパヴェッタの魔力が暴走したことで場は騒然となる。その後、ゲラルトの活躍によって騒ぎは収まり、観念したカランテは二人の婚約を認めた。かくして、イエシュの呪いは解け、ゲラルトは礼としてイエシュと「未知への誓い」を結び、「予期せぬもの」を要求してチントラ王国を去るのだった。
旅の道中、ゲラルトはボルチ、テア、ヴェアを名乗る三人組と出会い、意気投合する。旧友の吟遊詩人ヤスキエルも加えてしばし旅路を共にすることとなるが、ドラゴン狩りを目的としたツァインゴルンのニエダミラ王の一団に行く手を阻まれてしまった。王の一団の中には、ゲラルトのかつての恋人である魔女ヤネファの姿もあった。ヤネファは、ドラゴンのエキスを手に入れ、生殖能力を取り戻すことを目的としていたが、ゲラルトはドラゴンを人間の勝手な目的のために討伐することに断固反対する姿勢だった。その後、紆余曲折を経てついにドラゴン狩りが開始されてしまうが、圧倒的な力を見せつけられた上、ゲラルトが強く説得をしたことで、王は軍の撤退を決定。ヤネファも思いを改める。しかし、賞金稼ぎたちはドラゴンの子供を狙って暴走を続けていた。残虐な行為を見かねたゲラルト、そしてドラゴンから変化して姿を現したボルチたちの活躍で、賞金稼ぎたちは成敗と相成る。かくして、ドラゴンを巡る騒動は幕を閉じた。
ニルフガルド帝国の侵略により、チントラ国が滅亡した。戦火の中で、カランテとパヴェッタは共に死亡。しかし、パヴェッタの娘であるツィリことツィリルラ姫は、戦火を逃れて一人生き延びていた。ニルフガルド帝国は、さらなる国土拡大の橋頭保とすべく、ツィリを捕えるよう白バラ修道会のファルヴィック伯爵に指示するのだった。
一方、ゲラルトは、怪物との戦いで大きく傷つき、エランデル国のメリテル寺院にて、祭司長ネネケらから手厚い看病を受けていた。メリテル寺院には、戦災孤児として匿われたツィリの姿もあった。「未知への誓い」で宿命づけられた二人は、次第に仲を深めていく。そんな中、ファルヴィックが寺院に押し掛ける。ゲラルトたちは、何とかツィリを隠し通すことに成功したものの、迫りくる危機が強大になりつつあることは明白だった。ゲラルトは、ツィリを旅の共連れにしたいと申し出るが、ネネケはこれを拒否。渋々、ゲラルトは一人寺院を後にする。
寺院を去ったゲラルトの前には、白バラ修道会が立ちはだかっていた。ファルヴィックの側近タイラスから申し込まれた決闘を受け、これを容易く返り討ちにしたゲラルトは、ファルヴィックがかつてヘクサーの仲間であり、グウィドと名乗っていた事実を知っていると告げることで事実上の宣戦布告を行うも、その場から立ち去る。その後、クレイデンのレンフリなる女盗賊らと共にメリテル寺院を襲ったファルヴィックたちは、ついにツィリを手中に収める。この事実をゲラルトが知るのは、寺院を遠く離れた後だった。
ツィリの行方を追うべく、ゲラルトは魔法使いストレゴボルの元を訪れる。ストレゴボルは、女盗賊レンフリに命を狙われていた。レンフリの命と引き換えに、ツィリの情報を明かすというストレゴボルとの約束に従い、ゲラルトはレンフリたちの一団を皆殺しにする。しかし、ストレゴボルは約束を守らず、ツィリの捜索は振出しに戻った。
木の精が暮らすブロキロンを訪れたゲラルトは、エランデルの避難民から、メリテル寺院を襲ったのが白バラ修道会であるという事実を聞きつけ、早速その足取りを追う。ニルフガルドとの密会が公衆浴場で行われることを聞きつけたゲラルトは、単身これに潜り込み、彼らの潜伏場所を暴き出すことに成功。ここでニルフガルド兵と白バラ修道会相手に大立ち回りを演じるも、ツィリは既にその場にはいなかった。その後、ゲラルトは敵にあえて捕まる醜態をさらす一方で、巧妙な話術でファルヴィックとニルフガルド軍を分裂させ、ツィリに関する情報を収集しようと試みる。結果、白バラ修道会はニルフガルドから見限られ、ゲラルトと対決することとなった。ここでも素手での大立ち回りを演じ、幼少期からの宿敵ファルヴィックを討ち取るゲラルトだったが、近くに潜伏していたヤスキエル共々ニルフガルドの捕虜となり、処刑されることが決定してしまう。ヤスキエルの機転で何とかこの危機を回避する二人だったが、ツィリへの手掛かりは完全に失われてしまうのだった。
その後もツィリを探して放浪を続けるゲラルトは、ある時、怪物に囲まれ立ち往生している商人と遭遇する。彼と「未知への誓い」を交わし、怪物の撃退に成功するゲラルトだったが、同時に大きく傷ついてしまう。怪我を癒しつつ、商人の実家に向かうゲラルトは、商人に二人の子供がいることを知る。しかし、実際に商人の家には、二人の子供に加え、一人の戦災孤児の少女ツィリが引き取られていた。かくして、ゲラルトはツィリと再会を果たし、二人の旅が始まりを告げたのだった。

## キャスト
リヴィアのゲラルト
演 - ミハウ・ジェブロフスキー、日本語吹替 - 小山力也
ツィリ(ツィリルラ姫)
演 - マータ・ビトナー、日本語吹替 - 七緒はるひ
カランテ
演 - エヴァ・ヴィスニエフスカ
パヴェッタ
演 - アガタ・ブゼク
イエシュ(ダニー)
演 - ヴァルデマル・コタス
ヤスキエル
演 - ズビグニェフ・ザマホフスキ、日本語吹替 - 小室正幸
ボルチ
演 - アンジェイ・ヒラ、日本語吹替 - 牛山茂
ヤネファ
演 - グラジナ・ヴォルスチャク、日本語吹替 - 山像かおり
ファルヴィック伯爵／グウィド
演 - マチェイ・コズラウスキー、日本語吹替 - 山路和弘
タイラス
演 - ラファウ・モール
ネネケ
演 - アンナ・ディムナ
イオラ
演 - マリア・ペシェク
レンフリ
演 - キンガ・イルグナー、日本語吹替 - 朴璐美
ストレゴボル
演 - オルギエルド・フカシェヴィチ

## 受賞
- 2001年 Polish Film Awards：the Best Main Male Role ノミネート (ミハウ・ジェブロフスキー)
- 2001年 フレデリック賞(Fryderyk)：the Best 2001 Original Soundtrack 受賞 (Grzegorz Ciechowski)
- 2002年 Polish Film Awards：the Best Film Score 受賞 (Grzegorz Ciechowski)[2]